# 杏花岭区
杏花岭区是山西省太原市下辖的一个市辖区，是1998年区划调整时，在原北城区的基础上组建的新区，面积170平方公里。涵盖宋朝太原城的内城(子城），是明太原城的所在地，是现代太原开发比较早的城区，大致上今天的太原城就是从这个区延伸出去的。區人民政府驻巨輪街道勝利街99號。
现在的功能是太原的中心商务区，集中了政府的众多职能机构，各大银行在晋的分行，山西的五星级宾馆国贸大厦等。辖区内的山西省实验中学是山西的最好最现代化的高中。辖区内有山西最大的天主教堂每年的圣诞节都会有活动。

## 行政区划
杏花岭区下辖10个街道办事处、2个乡：
巨轮街道、三桥街道、鼓楼街道、杏花岭街道、坝陵桥街道、大东关街道、职工新街街道、敦化坊街道、涧河街道、杨家峪街道和中涧河镇。

## 人口民族
根據第七次人口普查數據，截至2020年11月1日零時，杏花嶺區常住人口為779479人。2022年全區常住人口為79.21万人。

## 社会事业

#### 城市建设
杏花岭区引进开发了万达广场现代商务区、富力城住宅服务区、城北新型住宅服务区及太原市城北市民文体活动中心四个城市功能片区。

## 名胜古迹
- 全国重点文物保护单位4项：太原清真寺（7-0862）、唱经楼（7-0883）、太原天主堂（7-1647）、山西督军府旧址（8-0529-5-013）
- 山西省文物保护单位5项：山西国民师范革命活动旧址（3-3，五一路245号）、赵树理旧居（4-219）、山西省立川至医学专科学校旧址（4-222）、山西机器局旧址（6-279）、阎氏家宅（6-280）
- 太原市文物保护单位21项：中共北方局和八路军办事处、牛驼寨战斗遗址、太原旧城墙遗址、古园通寺、关帝庙、傅公祠、府东街东花园、新民街东花园、城隍庙、文殊寺、浑源会馆旧址、广晋煤矿公司旧址、同蒲铁路管理局旧址、牺盟会太原市委旧址、侵华日军军部旧址、太原工程队旧址、杨爱源旧居、王靖国公馆旧址、徐永昌旧居、山西省议会旧址、矿机厂专家宿舍